# Nemophora dumerilella
Nemophora dumerilella is een vlinder uit de familie van de langsprietmotten (Adelidae). De wetenschappelijke naam van de soort is voor het eerst geldig gepubliceerd door Duponchel in 1839.
De soort komt voor in Europa.